# モンフォルテ祭壇画
『モンフォルテ祭壇画』（モンフォルテさいだんが、独: Monforte-Altar、 英: Monforte Altarpiece）は、初期フランドル派の巨匠フーゴー・ファン・デル・グースが1470年ごろ、板上に油彩で製作した絵画である。「東方三博士の礼拝」を主題としており、ベルリン絵画館に所蔵されている。作品は元来、三連祭壇画の中央パネルであったが、開閉可能な両翼パネルは現在失われており、これら両翼パネルはおそらく両面に絵画が描かれていた。そのことは、本来の額縁に現存する留め具によって裏付けられる。三連祭壇画の古い複製を見ると、両翼パネルには「キリストの降誕」と「キリストの割礼」が描かれていた。中央パネルである本作の上部は切断されている。

## 歴史
作品の名称は、スペイン北部のモンフォルテ・デ・レモスの修道院に由来する。フランドルで製作された複製の制作年からすると、16世紀初めにモンフォルテ・デ・レモスに到来したと想定される。それ以前の歴史は不明である。制作年が1470年ごろというファン・デル・グース初期に位置づけられているのは、様式的な考慮にもとづいている。とはいえ、作品は画家がすでに画業の絶頂に達していることを示している。
絵画はいまだスペインに残存していた1910年にロンドンの絵画市場に出たが、1914年にベルリン絵画館のヴィルヘルム・フォン・ボーデ とマックス・ヤーコプ・フリードレンダー により購入された。それは、フリードレンダーが作品を見るためにスペインに赴き、最終的にスペイン政府が輸出の許可を与えた後のことであった。この購入の後、フィレンツェのウフィツィ美術館にある『ポルティナーリ祭壇画』との類似点にもとづき、作品を当時ほとんど理解されていなかったファン・デル・グースに帰属したフリードレンダーと、ハインリヒ・ヴェルフリンとの間で論争が引き起こされた。ヴェルフリンの形式主義的解釈では、絵画は16世紀のファン・デル・グースの作とするにはずっと後の時代の様式に見えたのである。現在、作品はファン・デル・グースの作品とされているが、確かに制作年の割に非常に時代に先んじている。
本作に明らかに影響を受けたほかの作品としては、ヤン・ホッサールトの『東方三博士の礼拝』 (1510-1515年、ロンドン・ナショナル・ギャラリー) があり、この作品は本作から何人かの人物像と構図の要素を幅広く借用している。

## 作品

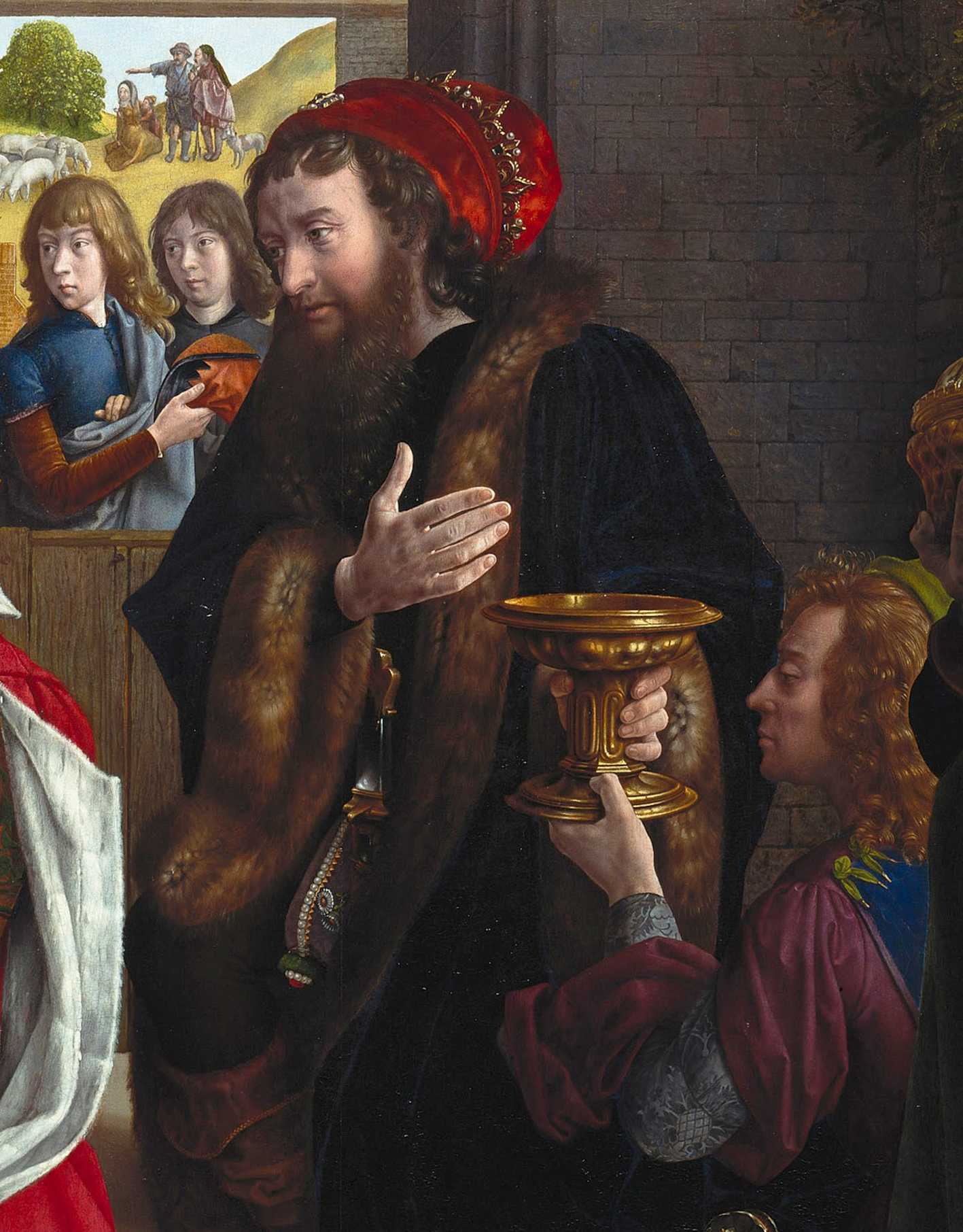
第2の王

画面は、聖母マリアが三博士 (マギ) の礼拝対象である幼子イエス・キリストを抱いているところを描いている。輝く赤いマントを羽織っている三博士のうちの1人が聖母の前に跪いている。彼は謙虚さを表すために毛皮の縁取りのついた王冠を取り、それは金貨でいっぱいの容器とともにそばの地面に置かれている。聖母の背後で三博士を迎えている聖ヨセフは驚いた表情を浮かべて、金貨の入った容器と王冠を見つめている。
第1の王の背後には同様に跪いている年老いた王と、立っている若い黒人の王がいる。年老いた王は片手を胸に置き、もう一方の手で贈り物を掴んでいる。彼は赤いベルベットのベレー帽の上に王冠を被り、毛皮で縁取られたフードを身に着けているが、それは剣の鞘を部分的に隠している。彼は衣服に加え、2つの真珠と2つのデイジーで装飾されたサドルバッグも身に着けている。彼の横には小姓がいて、贈り物を支え持っている。3番目の王はすでに自身の容器の贈り物を持っている。彼もまた、拍車のついた豪奢な衣装に身を包み、3人の召使に付き添われている。
画面右側の黒人の王の背後と、画面中央の木製の柵の後ろにいるのは三博士の随行者たちである。その中には、羽根のついた毛皮の帽子を被った髭面の男もいるが、彼は画家の自画像であるのかもしれない。すべての人物の視線は赤子のイエスに注がれ、イエスは鑑賞者のほうを見ている。
初期フランドル派の絵画に普通に見られるように、本作の画面下部の地面は広角レンズの視点で描かれている。左手にあるアヤメ、壁龕にある器、水差し、木製スプーン、パンなど画面中に象徴的な事物が散乱している。左側には三博士の行進の見える風景があり、馬丁と馬が休息をしている湖がある。中景にも別の風景があり、何かを指さしている2人の羊飼い (彼らはユダヤ人の中で最初にイエスのもとに呼ばれた者たちである)、年老いた女、子供がいる。女と子供は、聖エリサベトと幼い洗礼者ヨハネを示唆しているのかもしれない。
画面上部にはピンクと黄色の2枚の布がある (画像では見えない)。現在では失われている、彗星に向かって飛んでいる天使たちの姿の名残である。同様の主題がヤン・ホッサールトの『東方三博士の礼拝』にも見られる。